# 圣伊莱尔拉普莱讷
圣伊莱尔拉普莱讷（法語：Saint-Hilaire-la-Plaine，法語發音：[sɛ̃.t‿ilɛʁ la plɛn]）是法国克勒兹省的一个市镇，属于盖雷区。

## 地理
圣伊莱尔拉普莱讷（46°7'31"N, 1°58'35"E）面积11.06 平方千米，位于法国新阿基坦大区克勒兹省，该省份为法国中部省份，位于法國中央高原西北部，北起安德尔省和谢尔省，西接维埃纳省，南至科雷兹省，东临多姆山省，东北与阿列省接壤。
与圣伊莱尔拉普莱讷接壤的市镇（或旧市镇、城区）包括：阿安、马泽拉、圣伊里耶莱布瓦。

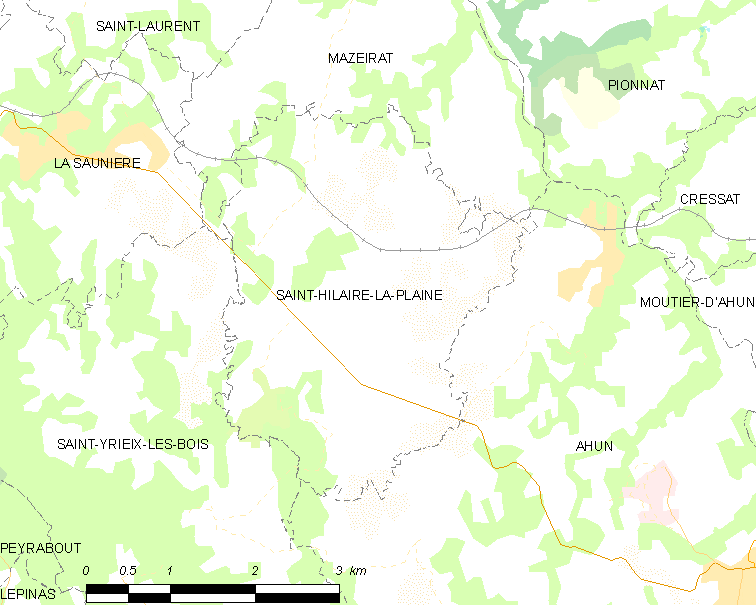
圣伊莱尔拉普莱讷的OSM定位图

圣伊莱尔拉普莱讷的时区为UTC+01:00、UTC+02:00（夏令时）。

## 行政
圣伊莱尔拉普莱讷的邮政编码为23150，INSEE市镇编码为23201。

## 政治
圣伊莱尔拉普莱讷所属的省级选区为阿安县。

## 人口

1962-2008年间圣伊莱尔拉普莱讷人口变化图示

圣伊莱尔拉普莱讷于2022年1月1日时的人口数量为211人。